# إحياء العمارة المغاربية

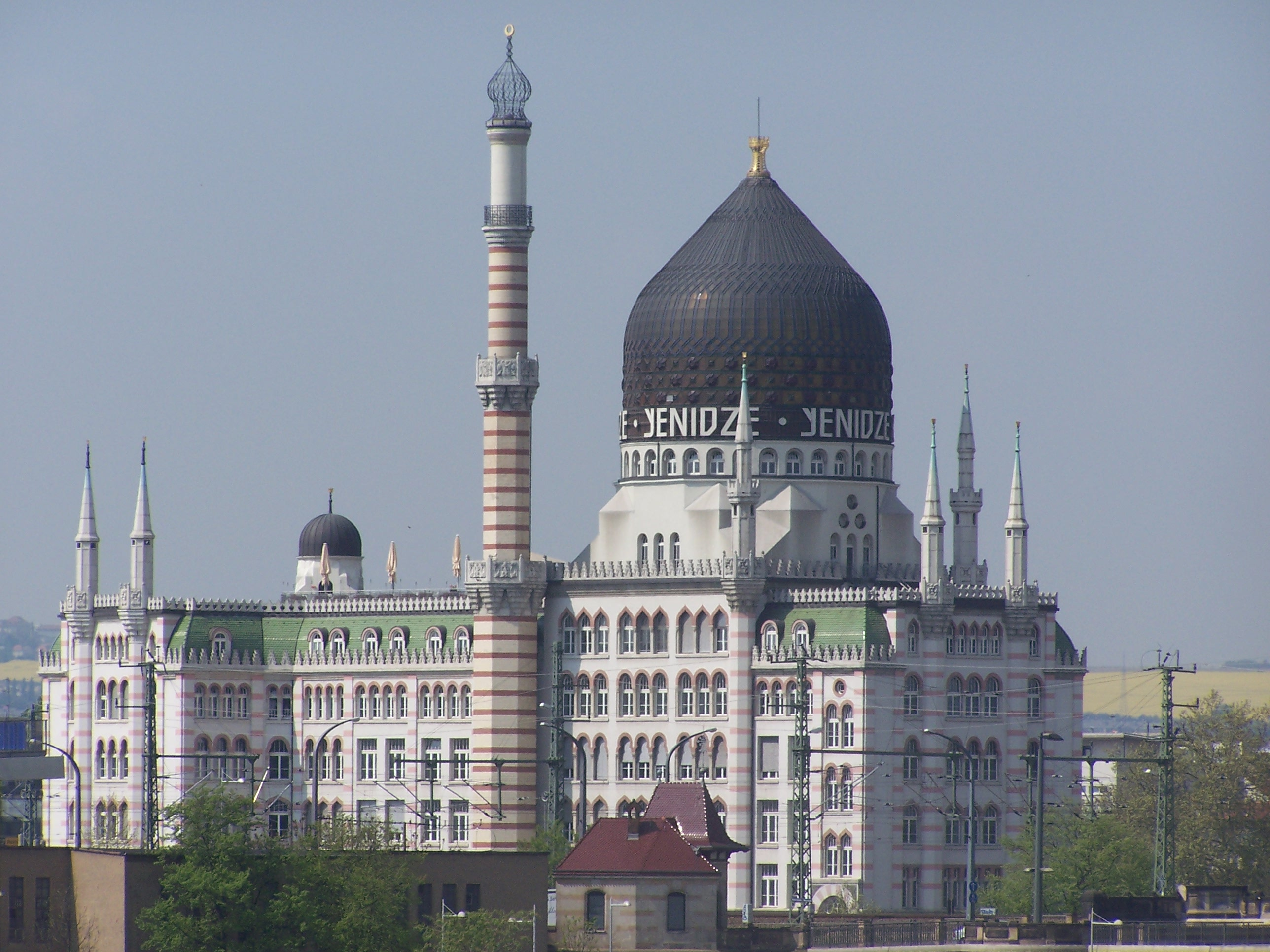
مبنى ينيدزا في دريسدن، ألمانيا (1907). يظهر فيه استعارة العناصر المعمارية الإسلامية المملوكية.

إحياء العمارة المغاربية أو الإحياء المغاربي أو العمارة المغاربية الجديدة أو الطراز المغاربي الجديد (بالإنجليزية: Moorish Revival أو Neo-Moorish) هو طراز معماري إحيائي تبناه العديد من المعماريين الأوربيين والإمريكان بعد تأثرهم بفن الإستشراق الرومانسي.
وصل هذا الطراز إلى قمة شعبيته في منتصف القرن التاسع عشر، حيث يُعتبر جزء من استعارة مفردات الزخارف والتفاصيل المستمدة من العمارة الإسلامية، وخصوصًا من المغرب العربي والأندلس. بالإضافة إلى المصادر التاريخية التي تعود إلى حقبة ما بعد الكلاسيكية والقوطية.
وقد ظهر هذا الطراز جليّا في العديد من الدول حول العالم، وبالأخص دول أوروبا وأمريكا اللاتينية والولايات المتحدة الأمريكية وأستراليا، حيث تم استخدام العناصر المعمارية الإسلامية في مباني مختلفة كالمسارح والقاعات الكبيرة والمعابد.

## التعاريف المُعطاة لهذا الطراز
لقد اجتهد المهندسون والكتاب الفرنسيون الذين عاصروا أو جاءوا بعد الإعلان الرسمي لهذا الطراز عام 1900 بسنوات، في التفنّن للتعريف بهذا المولود الجديد في عالم العمارة الاستعمارية، والذي أنتجته القرارات الحكومية الاستعمارية الفرنسية، فغدى التنافس في إبراز خصوصياته وصفاته الجديدة محل الاهتمام، فمن الأوائل الذين عاصروا الإعلان الرسمي وكانوا من السبّاقين في طرح تساؤلاتهم حول مشكل الإلهام لهذه النهضة الجديدة هوالمهندس الابن «جاك قيوشان» Jacques Guiauchain" ويظهر ذلك في كتابه "الجزائر" لعام 1900، حيث يقدم فيه تعريفين موجزين:
- التعريف الأول يتضمن دعوته بعبارة «نطالب بالجديد»
- والتعريف الثاني يتضمن قوله: «نشعر جميعا أنه يجب أن يكون في الجزائر أشكالا معمارية لطراز خاص»

ويأتي الكاتب «ريكارد» "Ricard" بعده ليُبَسِّط مفهوم الطراز في كتابه «حتى نفهم الفن الإسلامي في أفريقيا الشمالية وإسبانيا» بقوله: «في بناياتنا الجديدة، نبحث عن تسوية أو تراض موّفق بين التقاليد المحلية والحاجات الأوروبية».
ويذهب المهندس «بيقان» "Béguin" بعدها بسنوات إلى أبعد من ذلك، حيث يقوم بإعادة إحياء إحدى التسميات التي عُرِفَ بها الطراز المورسيكي الجديد في تلك الفترة وهو «طراز جونار» "Le style de Jonnart " 2 (وهو لقب الحاكم العام الفرنسي الذي دعّم وحمّس المهندسين لإظهار هذا الطراز الجديد)، كما قام أيضا «بيقان» "Béguin" بتسمية هذا الطراز بالطراز المحافظ "Le style du protecteur" لوجه فرنسا المُسْتَعْمِرَة، بقوله في هذا الصدد: «إنه انقطاع مع السبعين سنة من التقشف النيوكلاسيكي (الكلاسيكي الحديث)، لتبني الزّي النيومورسيكي (Néomauresque) (المورسيكي الجديد) … فهو من المظاهر الأكثر وضوحا لسياسة فرنسا الاستعمارية الجديدة».
وحتى تأخذ التعاريف صبغة التوضيح فقد قدّم لنا المهندس الابن «جاك قيوشان» "Jacques Guiauchain" مثاله الشهير الذي يفسر مفهوم هذا الطراز بقوله: «نأخذ مثال النافذة، فهي عنصر جد هام يفرض خصوصيته في المبنى، بالنسبة للمور فهم يريدوها صغيرة ونادرة، حتى يتسنى للشخص أن يأخذ مكانهُ فيها …أما نحن فنريدها كبيرة وكثيرة، حتى نترك الهواء والضوء يدخلان بصورة واسعة، كما نريد أن نجعلها تمنع دخول الحرارة … نافذتنا في الجزائر هي الإطار الواسع للوحة المنظر الشامل»، أي بمعنى أصح، أن المهندس الفرنسي حسب تعبير قيوشان الابن المُكَلَّف من طرف الحكومة الاستعمارية آنذاك بتطبيق خصوصية هذا الطراز، يأخذ عنصرا معماريا ذا أبعاد روحية إسلامية (حُرْمَة النافذة مثلا) المرتبطة بالغيرة الشرقية على الحريم والحياة الخاصة، فيحافظ على خصائصه الشكلية كالتسييج القضيبي، البلاطات الخزفية والسقف القرميدي مع الزخرفة الهلالية ثم يضع هذا العنصر في المبنى ذا الأبعاد الأوروبية العصرية، فَيُدْخِل عليه بعض التعديلات التي ذكرها المهندس «قبوشان» "Guiauchain" تُشَوِّه بُعْدَهُ العقائدي والبيئي وتُلبي الحاجة الأوربية العصرية حسب تعريف «ريكار» "Ricard" سابقا فتعطينا النتيجة «نافذة نيومورسيكية» أي فضاء المرأة الأوربية نحو الخارج عبر الشكل المُحرّف لروح البُعْد المعماري المحلي.
هذا الشرح يأخذنا إلى أمر أَجِدُهُ خطيرا في معناه عندما نبّه نفس المهندس في نفس الكتاب بقوله: «يجب البدء في البحث داخل العمق أحسن من التوقف على الشكل، أي بمعنى آخر التوغل في فلسفة الفنون الإسلامية لكي نستخرج الأهم»، ثم يعطي نفس المهندس مثاله الثاني الشبه الشامل للتعريف بمفهوم هذه النهضة الجديدة قائلًا: «بفضل مقدم البناء (Avant – corps) أصبحت منازل الفحص قابلة للسكن، حيث نقوم بوضع مدفأة في الجدار الداخلي لهذا العنصر المعماري ثم نرفع مرآة جميلة لسد الفراغ الذي شكلته النافذة، وهكذا تصبح لدينا قاعة الأكل أو قاعة الجلوس أو غرفة النوم…» فهو بمعنى أصح استلهام المادة من العمارة المحلية (عناصر زخرفية أو معمارية) واستخدامها لتلبية الحاجات الأوربية العصرية لنصل في الأخير لنوع من تبني العناصر المعمارية المحلية لأدوار أوروبية دون أن ننسى لمسة المهندس وأبعاد تفكيره في الاستلهام المحض أو التغيير في اللمسات الأصلية، وهذا ما يطبع في الأخير مدرسة كل مهندس وخصوصياتها، فهو تَمَسْلُمْ المباني المسيحية (الحكومية، المدنية…) وليس الاستعراب حسب ما ذهب إليه الكاتب «بيقان»"Béguin" في كتابه الاستعراب.

## التاريخ

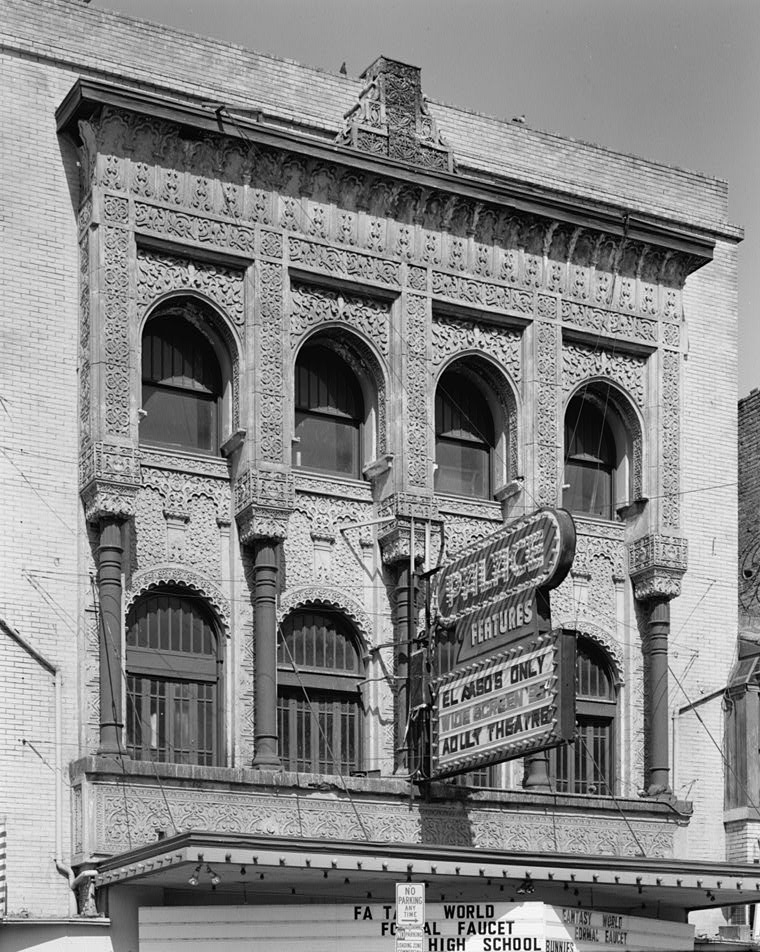
مسرح قصر الحمراء في إل باسو، تكساس، الولايات المتحدة (1914).

نبّه المهندس الابن «جاك قيوشان Jacques Guiauchain» لهذه النهضة الجديدة بقوله: «نشعر جميعا أنه يجب أن يكون في الجزائر أشكالا معمارية ذات طراز جديد»، فَتَبَنِي الحكومة الاستعمارية الفرنسية في بداية القرن العشرين لهذا الطراز وتحميسها المهندسين الفرنسيين للإبداع والتـفنّن فيه، أعطاه صبغة حكومية لم ينلها أي طراز سبقه، ومُنِح التدعيم الحكومي ليزدهر قرابة الخمسين سنة في أرجاء بلدان المغرب العربي الثلاثة الجزائر، تونس، المغرب الأقصى، ونتج عن هذه الرعاية الحكومية الاستعمارية أنه استطاع أن يمحي ولو شكليا سياسة فرنسا الاستعمارية المتمثلة بطرازها الغالب (Le style du vainqueur) وهو الكلاسيكي الحديث (Le néo-classique)، الذي غيّر-أي هذا الأخير- وجه المدينة الجزائرية الإسلامية إلى شكل مماثل منعكس لوجه باريس الفرنسية، فحل الطراز المورسيكي الجديد بشكله الجديد في أعمال المهندسين وتطبيقاتهم الميدانية، فغدا فيما بعد محل اجتهاد المهندسين قصد تأسيس مدارس فنيّة بسجلات تنتسب إليهم وتُظْهِر سمة الاختلاف الفني عبر منتوجهم المعماري.

## أمثلة

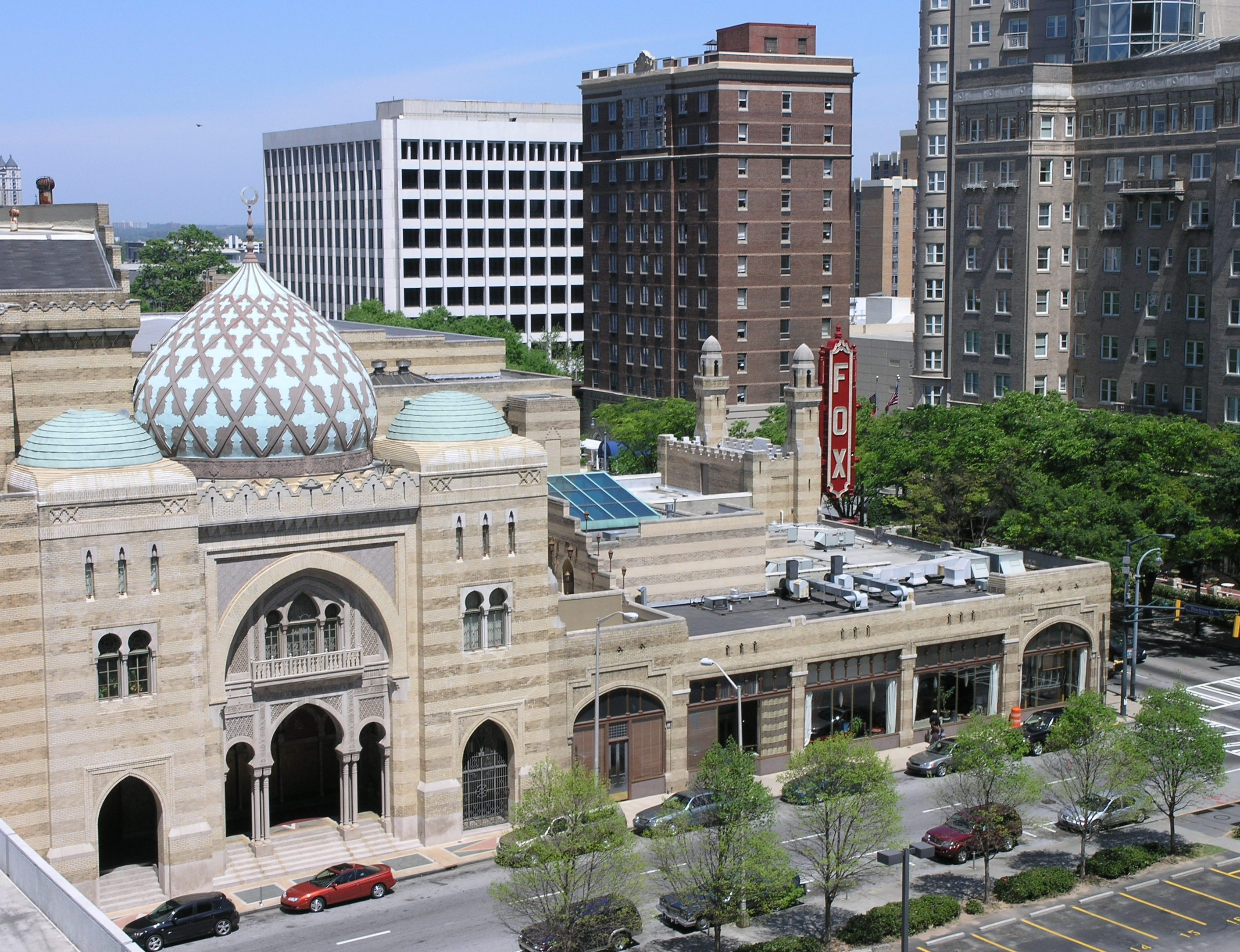
مسرح فوكس في أتلانتا
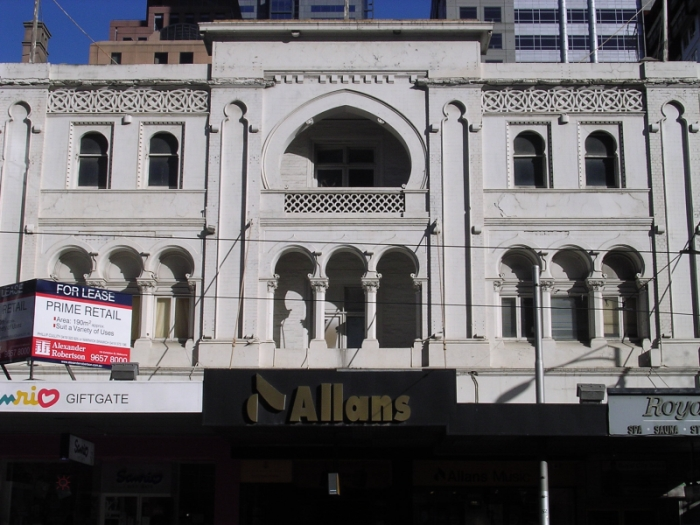
مسرح في ملبورن
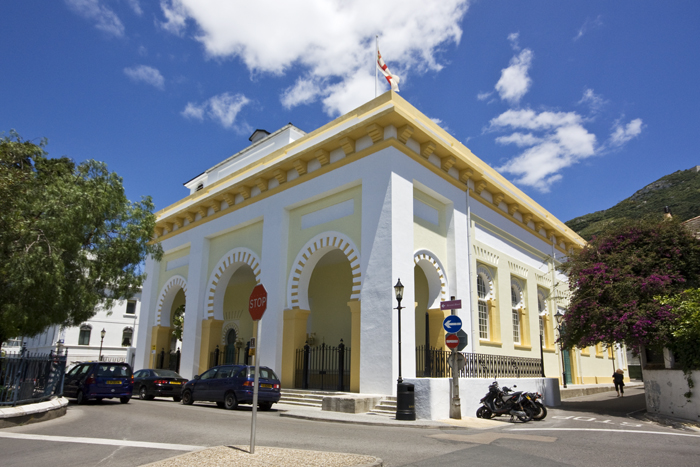
كاتدرائية في جبل طارق
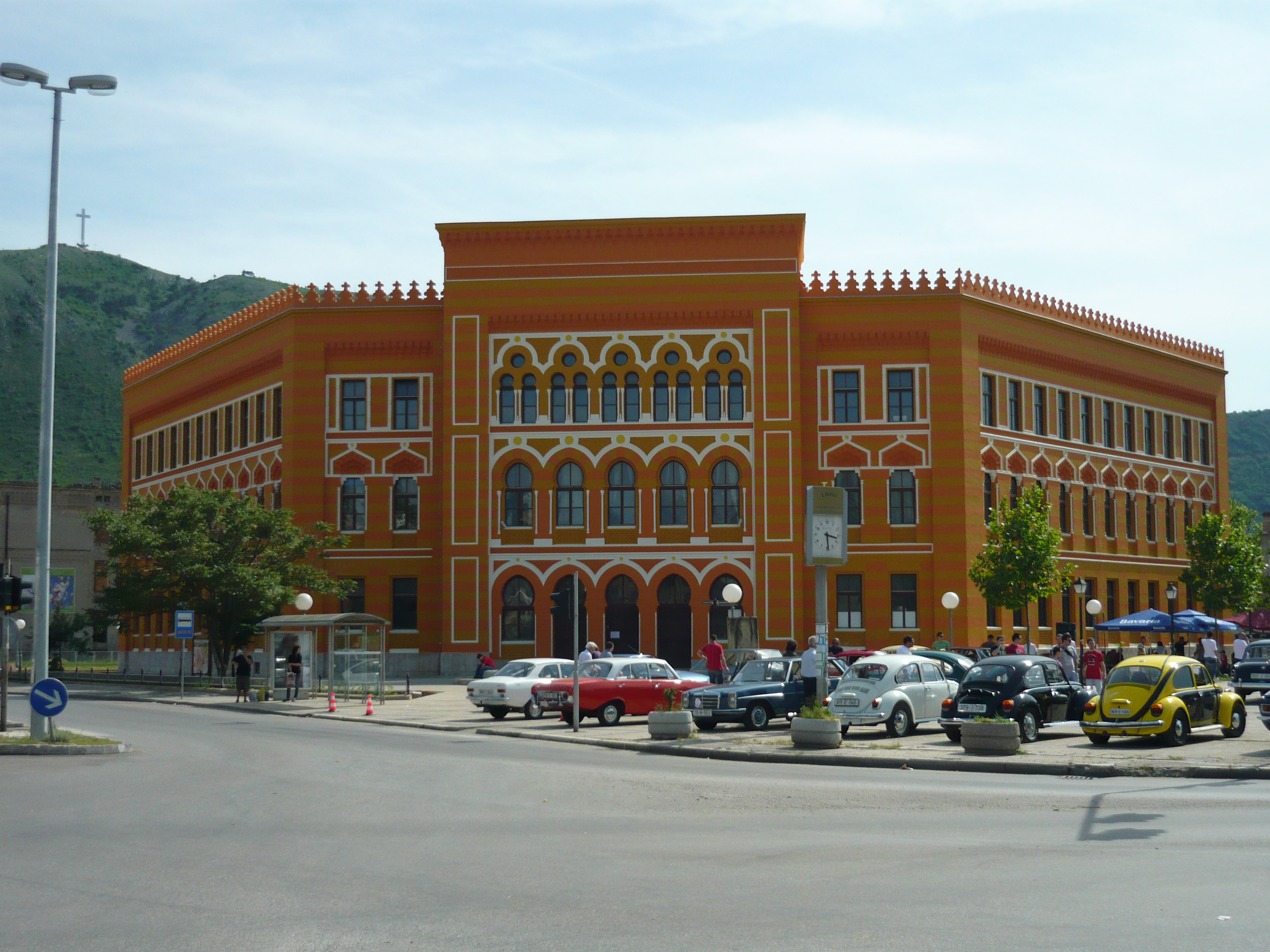
مبنى الجمنازيوم، موستار

## كتب
- كتاب سهيلة مظهر، الطراز الموريسكي الجديد في مدينة الجزائر، رسالة الماجستير في الاثار الإسلامية، معهد الاثار بالجزائر، 2009م
- كتاب سهيلة مظهر، الطراز الموريسكي الجديد في مدينة الجزائر، 2015م

## وصلات خارجية
- عمارة الإحياء الإسلامي في نيويورك